# Irishtown
Irishtown est une autorité taxatrice de la paroisse de Dorchester, située dans le comté de Westmorland, au sud-est du Nouveau-Brunswick. Le village est traversé par la route 115.

## Histoire
Irishtown est situé dans le territoire historique des Micmacs, plus précisément dans le district de Sigenigteoag, qui comprend l'actuel côté Est du Nouveau-Brunswick, jusqu'à la baie de Fundy.